# Gnophos serraria
Gnophos serraria là một loài bướm đêm trong họ Geometridae.